# Blue Rose Cen
Blue Rose Cen, née en 2020, est un cheval de course pur-sang spécialisé dans les courses de plat. 

## Carrière de courses
Portant les couleurs de son éleveur Yeguada Centurion, entraînée à Chantilly par Maurizio Guarnieri et toujours montée par Aurélien Lemaître, Blue Rose Cen est née tôt dans l'année (le 27 janvier), dans un haras de Normandie. Elle débute également tôt sa saison de 2 ans, par une anonyme sixième place en mai dans un maiden cantilien. Elle en appelle vite de ces débuts manqués en ouvrant son palmarès fin juin dans un maiden, puis remporte une classe 2 à Clairefontaine avant de se classer deuxième d'une Listed lors du meeting de Deauville derrière l'Irlandais Victoria Road, futur lauréat de la Breeders' Cup Juvenile Turf. En septembre, elle s'adjuge un premier groupe, le Prix d'Aumale, puis se voit couronnée meilleure 2 ans française en survolant de 5 longueurs le Prix Marcel Boussac.
En 2023, la pouliche rentre victorieusement dans le Prix de la Grotte et semble à même de confirmer son leadership au sein de sa génération. C'est chose faite dans la Poule d'Essai des Pouliches, où elle s'impose nettement. Dans le Prix de Diane, pour son premier essai au-delà des 2 000 mètres, Blue Rose Cen semble meilleure que jamais et réalise une nouvelle envolée. Quatre longueurs sanctionnent sa supériorité, d'autant qu'elle est ralentie au poteau par son jockey. Elle devient ainsi la quatrième pouliche de l'histoire (après Allez France, Divine Proportions et Zarkava) à réaliser le triplé Prix Marcel Boussac, Poule d'Essai des Pouliches et Prix de Diane. Le rating qu'elle obtient pour cette victoire, 118, fait d'elle la meilleure lauréate de Diane depuis Trêve en 2013. 
L'été venu, Blue Rose Cen s'aligne au départ des Nassau Stakes à Goodwood, avec pour principale adversaire celle à laquelle elle a succédé au palmarès du Prix de Diane, la Britannique Nashwa. La partenaire d'Aurélien Lemaître est la favorite, mais doit composer avec l'as à la corde, un numéro piège qui s'avère fatal puisque la pouliche se retrouve enfermée à la corde, gardée au chaud par Ryan Moore, en selle sur Above The Curve, et ne peut se mêler à la lutte finale, terminant quatrième. Un mois plus tard, Blue Rose Cen tente de monter sur 2 400 mètres dans le Prix Vermeille, en vue d'une éventuelle participation au Prix de l'Arc de Triomphe. Mais elle semble manquer de tranchant et doit vite s'avouer vaincue. Est-ce la distance ? Est-elle passée de forme ? Alors qu'elle aurait pu en rester là, Blue Rose Cen revient dans le Prix de l'Opéra, et retrouve tout son éclat, s'imposant avec courage, comme une résurrection.     
Le 23 janvier 2024, le média Jour de Galop annonce que Blue Rose Cen, à la surprise générale, quitte les boxes de son entraîneur Christopher Head au profit de ceux de Maurizio Guarnieri. Elle effectue sa rentrée dans le Prix d'Ispahan où, malheureuse durant le parcours, elle ne peut faire mieux que cinquième. Trois semaines plus tard, confiée pour la première fois à un autre jockey qu'Aurélien Lemaître, elle ne parvient pas à exister dans les Prince of Wales's Stakes, semblant sur le déclin. Par la suite, sa dernière place dans le Prix Rothschild semble indiquer qu'elle n'est plus en mesure de redresser la barre, même si lors de sa sortie suivante, où elle termine quatrième sur cinq, elle réalise sa meilleure prestation de l'année. Mais de là à revoir la formidable pouliche qu'elle fut, il y a un monde et lors d'une tentative de la dernière chance au Canada, dans un lot inférieur aux lots européens, elle connaît la déroute de trop. Inutile d'insister, Blue Rose Cen se retire au haras.        

### Résumé de carrière
| Date         | Hippodrome     | Pays        | Course                      | Statut      | Distance    | Jockey               | Place       | Écart       | Vainqueur ou deuxième |
| 2022, 2 ans  | 2022, 2 ans    | 2022, 2 ans | 2022, 2 ans                 | 2022, 2 ans | 2022, 2 ans | 2022, 2 ans          | 2022, 2 ans | 2022, 2 ans | 2022, 2 ans           |
| ------------ | -------------- | ----------- | --------------------------- | ----------- | ----------- | -------------------- | ----------- | ----------- | --------------------- |
| 3 mai        | Chantilly      | France      | Prix des Closeaux           | Maiden      | 1 200 m     | Aurélien Lemaître    | 6e / 11     | 9 ½         | Cosmic Invasion       |
| 21 juin      | Saint-Cloud    | France      | Prix de la Rablais          | Maiden      | 1 400 m     | Aurélien Lemaître    | 1er / 7     | 2           | Lady Mia              |
| 23 juillet   | Clairefontaine | France      | Prix La Cressonnière        | Classe 2    | 1 600 m     | Aurélien Lemaître    | 1er / 6     | 4           | Erewin                |
| 20 août      | Deauville      | France      | Critérium du FEE            | Listed      | 1 600 m     | Aurélien Lemaître    | 2e / 9      | cte tête    | Victoria Road         |
| 8 septembre  | Longchamp      | France      | Prix d'Aumale               | Gr. 3       | 1 600 m     | Aurélien Lemaître    | 1er / 6     | 1 ½         | Heavenly Breath       |
| 2 octobre    | Longchamp      | France      | Prix Marcel Boussac         | Gr. 1       | 1 600 m     | Aurélien Lemaître    | 1er / 10    | 5           | Gan Teorainn          |
| 2023, 3 ans  |                |             |                             |             |             |                      |             |             |                       |
| 16 avril     | Longchamp      | France      | Prix de la Grotte           | Gr. 3       | 1 600 m     | Aurélien Lemaître    | 1er / 9     | 1 ½         | Lindy                 |
| 14 mai       | Longchamp      | France      | Poule d'Essai des Pouliches | Gr. 1       | 1 600 m     | Aurélien Lemaître    | 1er / 10    | 1 ¾         | Lindy                 |
| 18 juin      | Chantilly      | France      | Prix de Diane               | Gr. 1       | 2 100 m     | Aurélien Lemaître    | 1er / 15    | 4           | Never Ending Story    |
| 3 août       | Goodwood       | Royaume-Uni | Nassau Stakes               | Gr. 1       | 2 000 m     | Aurélien Lemaître    | 4e / 6      | 1 ¼         | Al Husn               |
| 10 septembre | Longchamp      | France      | Prix Vermeille              | Gr. 1       | 2 400 m     | Aurélien Lemaître    | 5e / 8      | 2 ¼         | Warm Heart            |
| 1er octobre  | Longchamp      | France      | Prix de l'Opéra             | Gr. 1       | 2 000 m     | Aurélien Lemaître    | 1er / 11    | encolure    | Jackie Oh             |
| 2024, 4 ans  |                |             |                             |             |             |                      |             |             |                       |
| 26 mai       | Longchamp      | France      | Prix d'Ispahan              | Gr. 1       | 1 850 m     | Aurélien Lemaître    | 5e / 8      | 2 ¼         | Mqse de Sévigné       |
| 19 juin      | Ascot          | Royaume-Uni | Prince of Wales's Stakes    | Gr. 1       | 2 000 m     | Christophe Soumillon | 7e / 10     | 10 ½        | Auguste Rodin         |
| 28 juillet   | Deauville      | France      | Prix Rothschild             | Gr. 1       | 1 600 m     | Christophe Soumillon | 7e / 7      | 5           | Mqse de Sévigné       |
| 18 août      | Deauville      | France      | Prix Jean Romanet           | Gr. 1       | 2 000 m     | Cristian Demuro      | 4e / 5      | 3/4         | Mqse de Sévigné       |
| 14 septembre | Woodbine       | Canada      | E.P. Taylor Stakes          | Gr. 1       | 2 000 m     | Umberto Rispoli      | 5e / 5      | 14          | Full Count Felicia    |

## Origines
Blue Rose Cen est issue de la deuxième génération des produits de Churchill. Pour Coolmore, celui-ci avait défrayé la chronique en alignant sept victoires d'affilée, d'une Listed à 2 ans jusqu'aux 2000 Guinées irlandaises en passant par les National Stakes, les Dewhurst Stakes et les 2000 Guinées. Sacré 2 ans européen de l'année, il ne put cependant plus gagner une course après son doublé dans les Guinées à 3 ans. Et au haras, où il fait la monte à 30 000 €, il s'est rapidement distingué, notamment grâce à Vadeni (Prix du Jockey Club, Eclipse Stakes).
Queen Blossom, la mère, dont Blue Rose Cen est le premier produit, est gagnante de groupe en Irlande (les Park Express Stakes, Gr.3) et aux États-Unis (les Santa Barbara Stakes, Gr.3, à Santa Anita). Acquise par la Yeguada Centurion, elle est une fille de Jeremy (un étalon redirigé vers l'élevage de chevaux d'obstacles, où il a brillé) et de Mark of an Angel, placée de groupe 3 à 2 ans en Irlande.

### Pedigree
| Origines de Blue Rose Cen (IRE), jument baie né en 2020 | Origines de Blue Rose Cen (IRE), jument baie né en 2020 | Origines de Blue Rose Cen (IRE), jument baie né en 2020 | Origines de Blue Rose Cen (IRE), jument baie né en 2020 |
| ------------------------------------------------------- | ------------------------------------------------------- | ------------------------------------------------------- | ------------------------------------------------------- |
| Père Churchill                                          | Galileo                                                 | Sadler's Wells                                          | Northern Dancer                                         |
| Père Churchill                                          | Galileo                                                 | Sadler's Wells                                          | Fairy Bridge                                            |
| Père Churchill                                          | Galileo                                                 | Urban Sea                                               | Miswaki                                                 |
| Père Churchill                                          | Galileo                                                 | Urban Sea                                               | Allegretta                                              |
| Père Churchill                                          | Meow                                                    | Storm Cat                                               | Storm Bird                                              |
| Père Churchill                                          | Meow                                                    | Storm Cat                                               | Terlingua                                               |
| Père Churchill                                          | Meow                                                    | Airwave                                                 | Air express                                             |
| Père Churchill                                          | Meow                                                    | Airwave                                                 | Kangra Valley                                           |
| Mère Queen Blossom                                      | Jeremy                                                  | Danehill Dancer                                         | Danehill                                                |
| Mère Queen Blossom                                      | Jeremy                                                  | Danehill Dancer                                         | Mira Adonde                                             |
| Mère Queen Blossom                                      | Jeremy                                                  | Glint In Her Eyes                                       | Arazi                                                   |
| Mère Queen Blossom                                      | Jeremy                                                  | Glint In Her Eyes                                       | Wind In Her Hair                                        |
| Mère Queen Blossom                                      | Mark of An Angel                                        | Mark of Esteem                                          | Darshaan                                                |
| Mère Queen Blossom                                      | Mark of An Angel                                        | Mark of Esteem                                          | Homage                                                  |
| Mère Queen Blossom                                      | Mark of An Angel                                        | Dream Time                                              | Rainbow Quest                                           |
| Mère Queen Blossom                                      | Mark of An Angel                                        | Dream Time                                              | Grey Angel (famille 9)                                  |